# Грант (округ, Кентукки)
Грант (англ. Grant County) — округ в штате Кентукки, США. Официально образован в 1820 году. По состоянию на 2010 год, численность населения составляла 24 682 человека.

## География
По данным Бюро переписи США, общая площадь округа равняется 675,447 км2, из которых 673,219 км2 суша и 0,860 км2 или 0,330 % это водоёмы.

## Население
По данным переписи населения 2000 года в округе проживает 22 384 жителей в составе 8 175 домашних хозяйств и 6 221 семей. Плотность населения составляет 33,00 человек на км2. На территории округа насчитывается 9 306 жилых строений, при плотности застройки около 14,00-ти строений на км2. Расовый состав населения: белые — 98,31 %, афроамериканцы — 0,25 %, коренные американцы (индейцы) — 0,23 %, азиаты — 0,29 %, гавайцы — 0,05 %, представители других рас — 0,32 %, представители двух или более рас — 0,54 %. Испаноязычные составляли 1,04 % населения независимо от расы.
В составе 39,60 % из общего числа домашних хозяйств проживают дети в возрасте до 18 лет, 60,10 % домашних хозяйств представляют собой супружеские пары проживающие вместе, 11,10 % домашних хозяйств представляют собой одиноких женщин без супруга, 23,90 % домашних хозяйств не имеют отношения к семьям, 19,80 % домашних хозяйств состоят из одного человека, 8,20 % домашних хозяйств состоят из престарелых (65 лет и старше), проживающих в одиночестве. Средний размер домашнего хозяйства составляет 2,72 человека, и средний размер семьи 3,10 человека.
Возрастной состав округа: 28,70 % моложе 18 лет, 9,40 % от 18 до 24, 31,50 % от 25 до 44, 20,90 % от 45 до 64 и 20,90 % от 65 и старше. Средний возраст жителя округа 33 лет. На каждые 100 женщин приходится 97,10 мужчин. На каждые 100 женщин старше 18 лет приходится 94,80 мужчин.
Средний доход на домохозяйство в округе составлял 38 438 USD, на семью — 42 605 USD. Среднестатистический заработок мужчины был 31 987 USD против 23 669 USD для женщины. Доход на душу населения составлял 16 776 USD. Около 9,00 % семей и 11,10 % общего населения находились ниже черты бедности, в том числе — 15,10 % молодёжи (тех, кому ещё не исполнилось 18 лет) и 13,40 % тех, кому было уже больше 65 лет.